# Голубок зеленоголовий
Голубок зеленоголовий (Geotrygon chrysia) — вид голубоподібних птахів родини голубових (Columbidae). Мешкає на Карибах.

## Опис
Довжина птаха становить 27-31 см, вага 175 г. Виду не притаманний статевий диморфізм. Забарвлення переважно рудувато-коричневе, голова і задня частина шиї мають бронзово-зелений відтінок. На обличчі під очима ідуть широкі білі смуги. Шия з боків і груди сіро-рожеві, живіт світло-кремовий. Верхня частина спини райдужно-малинова, решта верхньої частини тіла темно-бордова. Дзьоб біля основи темний, на кінці червонуватий. Райдужки оранжеві, навколо очей тьмяно-червоні кільця.

## Поширення і екологія
Зеленоголові голубки мешкають на Багамських і Великих Антильських островах (за винятком Ямайки), трапляються у Флориді, зокрема на островах Флорида-Кіс. Вони живуть в підліску сухих і вологих рівнинних тропічних лісів, в сухих чагарникових заростях і на плантаціях. Зустрічаються поодинці, парами або невеликими зграйками, на висоті до 500 м над рівнем моря. Живляться насінням, ягодами і дрібними безхребетними, яких шукають на землі.